# جورج بوش (مهندس)
جورج بوش (بالإنجليزية: George Bush)‏ هو مهندس أمريكي، ولد في 29 يناير 1911 في قرية هامبورغ في الولايات المتحدة، وتوفي في 27 أكتوبر 1967.

## وصلات خارجية
- جورج بوش على موقع Racing-Reference.info (الإنجليزية)